# سوسمار خاردم

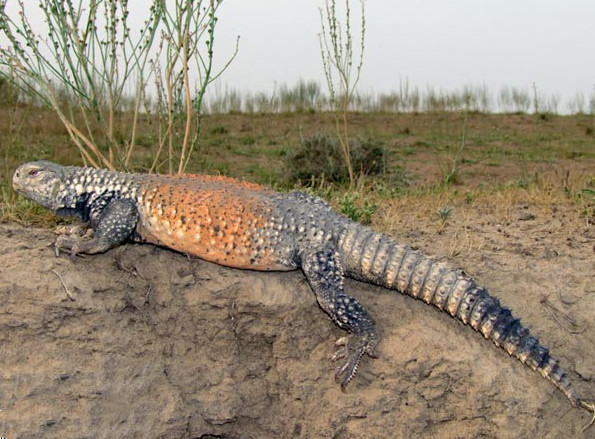
سوسمار خاردم بین‌النهرین

سوسمار خاردُم به هریک از دو سرده Saara و Uromastyx از زیرخانواده Uromastycinae از تیرهٔ آگامایان گفته می‌شود.
سوسمارهای خاردم شباهت زیادی به آگاماها دارند، ولی با توجه به داشتن حفره‌های رانی و مخرجی و نیز دم‌کلفت کوتاه و پوشیده از پولک‌های خارشکل و برجسته از آگاماها قابل تشخیص هستند. طول آنها در ایران بین ۴۰ تا ۸۰ سانتیمتر است. همه سوسمارهای خاردم روزگرد و گیاهخوارند. چشم‌های آن‌ها دارای پلک متحرک و مردمک گرد است. سوسمارهای خاردم تنها مارمولک‌های گیاهخوار ایران هستند.
تا کنون ۱۸ گونه سوسمار خاردم در جهان شناخته شده‌است، که سه گونه آن به نام‌های سوسمار خاردم ایرانی، سوسمار خاردم بین‌النهرین و سوسمار خاردم مصری در ایران یافت می‌شود.